# Martin J. Blaser
Martni J. Blaser (Estados Unidos, 1948) é um médico norte-americano e professor de ciências médicas e microbiologia da Rutgers Robert Wood Johnson Medical School, em Nova Jérsei. Em 2015, apareceu na lista de 100 pessoas mais influentes do ano pela Time.